# Eric Stephenson
Eric Stephenson é um autor de histórias em quadrinhos americanas. É o criador da série Nowhere Men, ilustrada por Nate Bellegarde e Jordie Bellaire. Foi indicado por seu trabalho na revista ao Eisner Award de "Melhor Escritor" em 2014, e Nowhere Men foi ainda indicada no mesmo ano à categoria de "Melhor Série".